# نطاق (حوسبة)
في الحوسبة، نطاق الأسماء هي مجموعة من العلامات (الأسماء) التي تستخدم لتحديد والإشارة إلى كائنات من أنواع مختلفة. تضمن نطاقات الأسماء أن يكون لجميع الكائنات في مجموعة معينة أسماء فريدة بحيث يمكن التعرف عليها بسهولة.

## تضارب الأسماء
يتم تعريف أسماء العناصر بواسطة المطور. يؤدي هذا غالبًا إلى حدوث تعارض عند محاولة خلط مستندات XML من تطبيقات XML مختلفة.

يحمل هذا XML معلومات جدول HTML :
```
<table>

    
<tr>

        
<td>
تفاح
</td>

        
<td>
برتقال
</td>

    
</tr>

</table>

```

يحمل هذا XML معلومات حول جدول (أي قطعة أثاث):